# Les Jeunes avec Macron
Les Jeunes avec Macron (I Giovani con Macron, abbreviato JAM) è l'organizzazione giovanile del partito politico francese Renaissance.
L'organizzazione è nata nel 2015 quando un gruppo di rappresentanti dell'organizzazione giovanile del Partito Socialista ha fondato una nuova e indipendente organizzazione giovanile per sostenere la campagna presidenziale di Emmanuel Macron. Tra i fondatori di JAM figurano Jean Gaborit, Sacha Houlié, Florian Humez e Pierre Person.
Ad agosto 2020, l'organizzazione contava 27 500 membri. Nel 2019, Ambroise Méjean è stato eletto presidente dell'organizzazione.

## Presidenti
| Ritratto | Presidente      | Mandato                    | Note |
| -------- | --------------- | -------------------------- | --- |
|          | Pierre Person   | novembre 2015 - marzo 2018 | Cofondatore del movimento con Sacha Houlié. Divenuto deputato nel 2017, si è dimesso dal suo incarico nel marzo 2018. |
|          | Martin Bohmert  | marzo 2018 - giugno 2019   | È un dirigente della General Electric. Si è dimesso nel giugno 2019. |
|          | Ambroise Méjean | dal luglio 2019            | Delegato generale aggiunto del JAM (2018-2019). Assistente parlamentare di Pierre Person (2017-2018). Consigliere per le comunicazioni del gruppo RDPI al Senato (dal 2020) È stato rieletto presidente del movimento il 17 settembre 2022. |